# Liste des chaînes de montagnes péruviennes
 (octobre 2017).
Si vous disposez d'ouvrages ou d'articles de référence ou si vous connaissez des sites web de qualité traitant du thème abordé ici, merci de compléter l'article en donnant les références utiles à sa vérifiabilité et en les liant à la section « Notes et références ».
Les chaînes de montagnes péruviennes appartiennent aux Andes qui traversent toute la partie occidentale de l’Amérique du Sud.

## Liste avec les sommets de plus de5 000 mètresd'altitude

### Cordillère Occidentale
| Cordillère            | Région                | Longueur (km) | Sommets principaux (altitude en mètres) |
| --------------------- | --------------------- | ------------- | --- |
| Cordillère Blanche    | Ancash                | 200           | Huascarán (6 768), Huautsán (6 395), Huandoy (6 356), Chopicalqui (6 354), Copa (6 270), Santa Cruz (6 259), Pomabamba (6 258), Carhuacatac (6 171), Huichajanga (6 127), Hualcán (6 126), Alpamayo (6 120), Chacraraju (6 108), Pucahirca (6 100), Artesonraju (6 025), Pyramide de Garcilaso (5 885), Champarra (5 754) |
| Cordillère Huayhuash  | Ancash, Huánuco, Lima | 40            | Yerupajá (6 632), Siula Grande (6 344), Sarapo (6 143), Jirishanca (6 094), Rasac (6 017), Rondoy (5 880), Tsacra (5 774), Puscanturpa (5 652), Ninashanca (5 637) |
| Cordillère Ampato     | Arequipa, Ayacucho    | 150           | Nevado Coropuna (6 425), Ampato (6 310), Solimana (6 117), Hualca Hualca (6 025), Sabancaya (6 040), Sarasara (6 000), Firura (5 447), Huarancante (5 388), Calchis (5 298) |
| Cordillère Raura      | Lima                  | 40            | Santa Rosa (5 717), Yarupa (5 600), Patrón (5 450), Caballero (5 380), Matapaloma (5 300), Torre Cristal (5 300), Condorcenca (5 200), Gonapirua (5 200), Pichuycocha (5 100), Rajujusunam (5 000) |
| Cordillère Volcanique | Arequipa, Moquegua    | 100           | Chachani (6 075), El Misti (5 821), Nocarane o Los Frailes (5 777), Horquetilla (5 664), Ubinas (5 632), Hipcapac (5 593), Pichu Pichu (5 515), Tacune (5 417), Sumbay (5 298), Yungarave (5 294), Chuca (5 254) |
| Cordillère la Viuda   | Lima, Junín           | 60            | Rajuntay (5 650), Rua - Santay (5 477), Mishipañahui (5 450), Chontas (5 372), Alcoy (5 350), Yanayana (5 306), Chichicocha (5 300), Collay (5 259), Randón (5 236), San Andrés (5 210), Venturosa (5 206), Jitra (5 200), La Viuda (5 106)                                                                               |
| Cordillère Paryaqaqa  | Lima, Junín           | 30            | Pariacaca (5 750), Tunshu (5 660), Colquepucro (5 658), Antachaire (5 600), Carhuachuco (5 507), Paka (5 500), Suyruqucha (5 500), Huallacancha (5 500), Ninaucro (5 400), Pachancoto (5 400), Huayllacancha (5 400) |
| Cordillère Yauyos     | Lima                  | 100           | Tiklla (5 897), Llongote (5 780), Cullec (5 500), Ancovilca (5 467), Cotoní (5 463), Acopalca (5 445), Uman (5 431), Jatunpauca (5 420), Quepala Punta (5 400), Tanranioc (5 400), Upianca (5 399), Toroyoc (5 396), Padrecaca (5 362), Altarniyoc (5 346), Huamalla (5 200)                                              |
| Cordillère Chila      | Arequipa              | 100           | Chillone (6 000), Chila (5 654), Casiri (5 647), Nevado Mismi (5 597), Surihviri (5 561), Midiune (5 523), Jatumpila (5 518), Chungara (5 286), Huagra (5 239), Sani (5 177), Pumasoto (5 062), Inticancha (5 061), Kerhuanta (5 022)                                                                                     |
| Cordillère Barroso    | Moquegua, Tacna       | 100           | Tutupaca (5 806), Chupiquiña (5 786), Barroso (5 741), Coruña (5 692), Larjanco (5 611), Chorevado (5 600), Chuquiananta (5 577), Suri (5 553), Achacollo (5 500), Yucamane (5 497), El Fraile (5 491), Ticzane (5 390), Pachianqui (5 344)                                                                               |
| Cordillère Noire      | Ancash                | 150           | Rocarre (5 187), Rico (5 114), Rumicruz (5 020) |
| Cordillère Huanzo     | Ayacucho, Apurímac    | 57            | Ampay (5 228), Malmanya (5 211), Pallapalla (5 185), Ccarhuarazo (5 112), Nasama (5 100), Inticancha (5 081), Parcahirca (5 048), Huashuacasa (5 003), Parco (5 000), Yaurihuiri (5 000) |
| Cordillère Chonta     | Huancavelica          | 50            | Pachi (5 400), Palomo (5 305), Huamaranzo (5 303), Choca (5 231), Santa Bárbara (5 200), Rosario (5 418), Huayracasa (5 100), Huacravilca (5 060), Chontarajo (5 000), San Francisco (5 000) |
| Cordillère La Raya    | Cuzco, Puno           | 60            | Chimboya (5 489), Chinchina (5 468), Kunurana (5 420), Condorama (Luli, 5 271), Pomasi (5 260), Pinaya (5 240), Llancacha Lua (5 233), Aricancha (5 176) |
| Huallanca             | Ancash                | 20            | Huallanca (Burro, 5 470), Quicash (5 338), Chaupi Janca (5 283), Tancancocha (5 200), Taucán (5 200), Condorhuayi (5 171), Tancan (5 162), Chuspi (5 090), Minapata (5 065) |

### Cordillère Centrale
| Cordillère               | Région | Longueur (km) | Sommets principaux (altitude en mètres) |
| ------------------------ | ------ | ------------- | --- |
| Cordillère Huaytapallana | Junín  | 50            | Lasuntay (Huaytapallana, 5 557), Chulla (5 500), Cluspi (5 400), Kunti (5 200), Apocaza (5 100), Hichu (5 100), Huaytakaru (5 000), Rurakrimi (5 000), Yanacocha (5 000) |

### Cordillère Orientale
| Cordillère               | Région         | Longueur (km) | Sommets principaux (altitude en mètres) |
| ------------------------ | -------------- | ------------- | --- |
| Cordillère de Vilcanota  | Cuzco, Puno    | 80            | Ausangate (6 384), Colquecruz (6 111), Yanalama (6 111), Jatunhuma (6 094), Huilayoc (6 007), Cayangate (6 001), Yayamari (6 000), Alcachaya (5 779), Pachanta (5 727), Capana (5 725), Campa (5 611), Yuracsaya (557), Quinamari (5 483), Surimani (5 450) |
| Cordillère de Vilcabamba | Cuzco          | 100           | Salcantay (6 271), Pumasillo (6 070), Lasanayoc (6 000), Sacsarayoc (5 994), Huamantay (5 917), Panta (5 840), Soray (5 780), Quishuar (5 775), Mitri (5 750), Camballa (5 720), Chequetacarpo (5 520), Huayanay (5 464), Salcantay (5 219)                 |
| Cordillère d'Urubamba    | Cuzco          | 50            | Saguasiray (5 850), Chaiña Puerco (5 777), Verónica (5 750), Grau.- Yucay (5 650), Sirijuani (5 600), Media Luna (5 527), Cancán (5 400), Terjuay (5 380), Halancoma (5 367), Marconi (5 340), Chicón (5 200)                                               |
| Cordillère Carabaya      | Puno           | 50            | Allincapac (5 780), Chichicapac (5 635), Huaynacapac (5 600), Tridente (5 600), Japuma (5 544), Yuracapac (5 500), Quinamari (5 438), Uracapac (5 200), Llóquesa (5 100), Jatuncucho (5 000)                                                                |
| Cordillère Huaguruncho   | Huánuco, Pasco | 30            | Huaguruncho (5 723), Lecheraju (5 460), Mathecos (5 445), Pascorajo (5 291), Huachón (5 225), Arturo (5 190), Jayco (5 160), Tarata (5 132), Talenga (5 095), Suerococha (5 040)                                                                            |
| Cordillère d'Apolobamba  | Puno           | 50            | Chupaorko (6 300), Palomani (6 100), Salluyo (5 999), Donegani (5 900), Ananea (5 852), Calijón (5 835), Desio (5 800), Palomani Grande (5 767), Ninacuya (5 421), Ritipata (5 400), Sorapata (5 324)                                                       |